# 世界基准联盟
世界基准联盟 (英文：World Benchmarking Alliance，简称WBA)，是一家全球性非营利组织，在荷兰阿姆斯特丹和英国伦敦设有办事处，致力于推动企业实现联合国提出的 17 项可持续发展目标(SDG)。